# Коміта I (юдик Торресу)
Коміта I (італ. Comita I; бл. 1160 — 1218) — юдик (володар) Торреського юдикатів в 1198—1218 роках, юдик Галлурського юдикату у 1211—1214 роках (як Коміта II). Стосовно нумерація існує дискусія, оскільки низка дослідників вважає його Комітою II, рахуючи від Гоннаріо I, що мав друге ім'я Коміта. Інші розглядають цього Коміта під номером «III», враховуючи молодшого співюдика у 1080-х роках.

## Життєпис
Походив з династії Лакон-Гунале. Другий син Баризона II, юдика Торресу, та Преціози де Оррубу. Народився близько 1160 року. 1185 року одружився з донькою юдика Арбореєю. У 1196 році оголошений спадкоємцем свого брата — юдика Костянтина II. після смерті останнього 1198 року успадкував трон.
Спрямував зусилля на замирення з усіма сусідами. Для цього використовував шлюбну політику. Спочатку влаштував шлюб свого сина Маріано з донькою юдика Кальярі, який затвердив мирний договір з Вільгельмом Салусіо IV і Пізанською республікою. Натомість юдик Торресу знову визнав зверхність Пізи та усі захопленні кальярськими військами землі, насамперед замок Гочеано.
У 1199 році звернувся до папи римського Інокентія III, звинувативши Вільгельма Салусіо IV у порушенні угод та загрозі миру на Сардинії.
1203 року підтримав Папський престол у протидії амбіціям Вільгельма Салусіо IV взяти під контроль Галлурський юдикат. У 1204 році Коміта I розлучився, щоб одружитися з донькою маркіза Салуццо.
1211 року Коміта I уклав договір з Генуєю, який було передбачено підкорення усієї Сардинії. Спочатку захопив Галлурський юдикат, звідки вигнав Ламберто Вісконті. 1212 року розділив з Вільгельмом Салусіо IV і Баризоном III Арборейський юдикат, отримавши 1/4 частину. Втім у 1214 році зазнав поразки від вісконті, втративши Галлуру. Але продовжив війну з метою повернути втрачене. також намагався допомогти Бенедетті Кальярській у протистоянні з пізанцями. Замирився із супротивниками лише 1217 року за посередництва папи римського Гонорія III
Помер у 1218 році. Йому спадкував син Маріано II.

## Родина
1. Дружина — Сініспелла, донька Баризона II, юдика Арбореї
Діти:
- Марія (д/н—бл. 1215), дружина Боніфація дель Васто, мати Манфредо III, маркіза Салуццо
- Маріано (д/н—1233), юдик Арбореї
- Преціоза
- Джорджа (д/н—після 1210), дружина Емануїл Доріа

2. Дружина — Агнеса, донька Манфредо II дель Васто, маркіза Салуццо
Діти:
- Ізабелла (д/н—1233), дружина генуезького патриція Ланфранко Спіноли